# SADI-S

Líneas de corte

Resultado

SADI-S (Single anastomosis duodeno-ileal bypass with sleeve gastrectomy) es una técnica quirúrgica de cirugía bariátrica cuya finalidad es la consecución de una pérdida adecuada de peso y la resolución de las enfermedades asociadas a la obesidad severa o mórbida. La técnica fue introducida en el año 2007 por Andrés Sánchez-Pernaute, cirujano del Hospital Clínico San Carlos en Madrid, España.
El SADI-S es un tipo de cruce duodenal modificado, en el que sólo hay que hacer una anastomosis. El SADI-S nace como una simplificación pues del cruce duodenal introducido en 1988 por Douglas Hess, y que a su vez se basaba en la gastrectomía vertical de Wangensteen, Varco y otros (introducida para el tratamiento de la úlcera péptica) y la derivación duodeno-intestinal en Y de Roux diseñada por Tom DeMeester para el tratamiento del reflujo alcalino. La idea del SADi-S se basa en la presencia, tras una gastrectomía vertical, de un píloro funcionante, que no necesita una diversión en Y de Roux para evitar el reflujo alcalino. La reducción a una sola anastomosis disminuye el tiempo quirúrgico, reduce las posibilidades de fuga anastomótica y evita la apertura del mesenterio con la posibilidad de desarrollo de hernias internas tras ella.
Tiene un componente restrictivo, por la extirpación de la curvatura mayor del estómago, pero sobre todo malabsortivo, ya que queda un canal común de 250 cm, entre la mitad y un tercio de la longitud total del intestino delgado. El objetivo de esta técnica quirúrgica es disminuir el asa intestinal donde se absorben los alimentos.  

## Técnica
El abordaje se realiza generalmente por vía laparoscópica, con cuatro puertos de entrada. La gastrectomía vertical se realiza sobre una bujía gruesa, de 18 mm de diámetro o 54 French. Posteriormente, se secciona el duodeno respetando el píloro, a unos 3 - 4 cm de distancia de este. El muñón proximal del duodeno se anastomosa al intestino delgado dejando un canal común - absortivo - de longitud conocida. La técnica original tenía un canal común de 2 metros, lo que ofrecía una magnífica pérdida de peso pero unas tasas de desnutrición cercanas al 10%, por lo que se incrementó su longitud, siendo en la actualidad 250 cm la más utilizada; para pacientes con menor índice de masa corporal o mayor edad, esta longitud se aumenta a 3 metros.
Como variantes del SADI-S, o técnicas relacionadas, destaca la introducida por el Dr. Mitch Roslin que realiza una gastrectomía vertical más estrecha, sobre una bujía de 36 French, y un canal común fijo de 3 metros, y la denomina SIPS englobándola dentro de los procedimientos con preservación pilórica (cruce duodenal estándar, gastrectomía vertical y SADI-S). Los resultados del grupo de Nueva York (Roslin) y Utah (Cottam) son similares a los obtenidos en España.

## Ventajas
Al igual que el cruce duodenal clásico, el bypass o la sleeve es una técnica quirúrgica que sirve para perder peso. Además, mejora comorbilidades: diabetes, hiperlipidemia, apnea del sueño e hipertensión. La principal ventaja con el cruce duodenal clásico es la realización de una anastomosis. Se preserva el píloro por lo que no se tiene síndrome de dumping y la dieta es mejor tolerada que otras cirugías.  

## Desventajas
Puede ser necesario tomar suplementos vitamínicos: A, D, E, K y minerales durante toda la vida. Son necesarios los seguimientos analíticos para evitar la desnutrición.
Las piedras en la vesícula son más frecuentes, así como el flato y la diarrea. Los riesgos quirúrgicos son los mismos que en otras técnicas bariátricas. Los riesgos son: la perforación intestinal, la fuga anastomótica, la infección, el acceso, la trombosis venosa y el embolismo pulmonar. A la larga se puede producir una obstrucción intestinal.